# ARL3
ARL3 (англ. ADP ribosylation factor like GTPase 3) – білок, який кодується однойменним геном, розташованим у людей на короткому плечі 10-ї хромосоми. Довжина поліпептидного ланцюга білка становить 182 амінокислот, а молекулярна маса — 20 456.
| 10         |  | 20         |  | 30         |  | 40         |  | 50         |
| ---------- |  | ---------- |  | ---------- |  | ---------- |  | ---------- |
| MGLLSILRKL |  | KSAPDQEVRI |  | LLLGLDNAGK |  | TTLLKQLASE |  | DISHITPTQG |
| FNIKSVQSQG |  | FKLNVWDIGG |  | QRKIRPYWKN |  | YFENTDILIY |  | VIDSADRKRF |
| EETGQELAEL |  | LEEEKLSCVP |  | VLIFANKQDL |  | LTAAPASEIA |  | EGLNLHTIRD |
| RVWQIQSCSA |  | LTGEGVQDGM |  | NWVCKNVNAK |  | KK         |  |            |

A: Аланін

C: Цистеїн

D: Аспарагінова кислота

E: Глутамінова кислота

F: Фенілаланін

G: Гліцин

H: Гістидин

I: Ізолейцин

K: Лізин

L: Лейцин

M: Метіонін

N: Аспарагін

P: Пролін

Q: Глутамін

R: Аргінін

S: Серин

T: Треонін

V: Валін

W: Триптофан

Кодований геном білок за функцією належить до фосфопротеїнів. 
Задіяний у таких біологічних процесах, як транспорт, транспорт білків, клітинний цикл, поділ клітини. 
Білок має сайт для зв'язування з нуклеотидами, іонами металів, ГТФ, іоном магнію. 
Локалізований у цитоплазмі, цитоскелеті, ядрі, мембрані, клітинних відростках, апараті гольджі.